# Foresta ombrofila densa

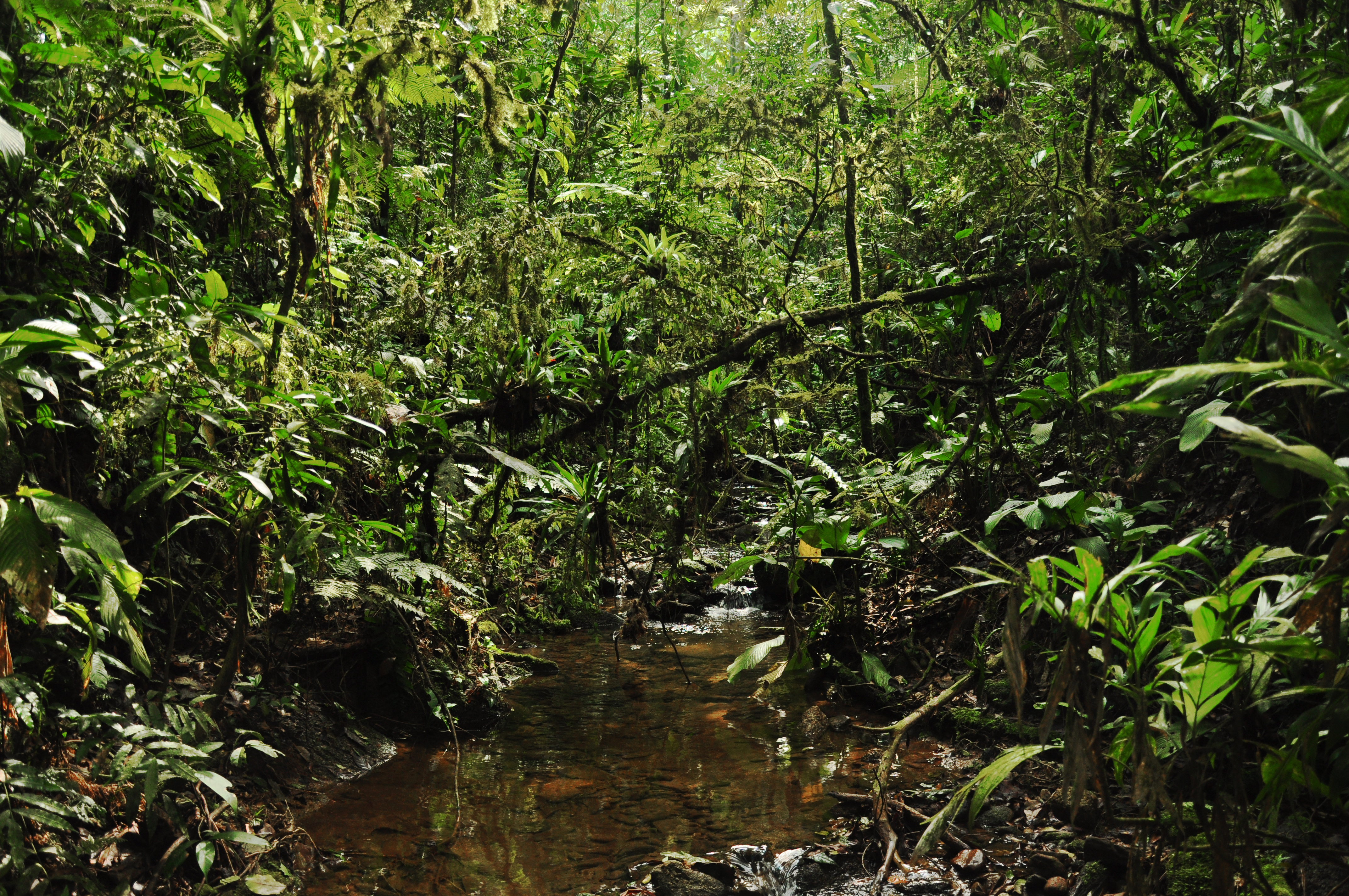
Foresta ombrofila sempreverde.

La foresta ombrofila densa, che in Brasile è anche chiamata mata de encosta (foresta della scarpata), è un tipo di comunità vegetale caratterizzata da una copertura sempreverde, con una canopia che arriva ai 50 m e alberi emergenti fino a 40 m di altezza. Possiede una densa vegetazione arbustiva, composta da samambaias (nome generico che comprende una grande parte delle Pteridophyta simili alle felci, con l'esclusione degli equiseti), felci arboree, bromeliaceae e palme. I rampicanti e le epifite (bromelie e orchidee), così come i cactus sono molto abbondanti. Nelle aree umide, a volte - prima della degradazione originata dall'azione antropica - si trovavano piante del genere Ficus, jerivás (una palma) e Euterpe edulis (il palmito).
Il termine foresta ombrofila densa, proposto da Ellemberg & Mueller-Dombois sostituisce il termine "pluviale" con "ombrofila", entrambi a significare "ricca di piogge". La sua principale caratteristica ecologica risiede nel fatto di svilupparsi in ambienti ombrofili, relazionandosi con gli indici pluviometrici più elevati della regione litoranea e dell'Amazzonia. La buona distribuzione delle precipitazioni durante l'anno determina una situazione bioecologica praticamente senza periodo secco (da 0 a 60 giorni all'anno).

## Tipi
La foresta ombrofila densa presenta cinque gruppi, con fisionomia differente, secondo la classificazione dell'IBGE (2012):
1. foresta ombrofila densa alluvionale: foresta ripariale, tanto lungo il rio delle Amazzoni come in altri bacini idrografici.
2. foresta ombrofila densa delle terre basse: generalmente costiera, si stende dallo stato di Bahia fino al Rio Grande do Sul con una composizione floreale diversa da quella che si trova negli stati più a sud.
3. foresta ombrofila densa pedemontana: su suoli più secchi, presenta una canopia di alto portamento, fino a 50 m nell'Amazzonia e 30 m nel resto del Brasile.
4. foresta ombrofila densa montana: canopia uniforme a circa 20 m, si trova tra i 600 e i 2 000 m nell'Amazzonia e tra i 500 e i 1 500 m nel resto del Brasile.
5. foresta ombrofila densa di alta montagna: foresta nebulosa.